# 蒙大拿角龍屬
蒙大拿角龍屬（屬名：Montanoceratops）是種小型角龍亞目恐龍。蒙大拿角龍生存於晚白堊紀的早馬斯垂克階。如同名稱所示，牠們的化石出土於美國蒙大拿州。

## 發現與種

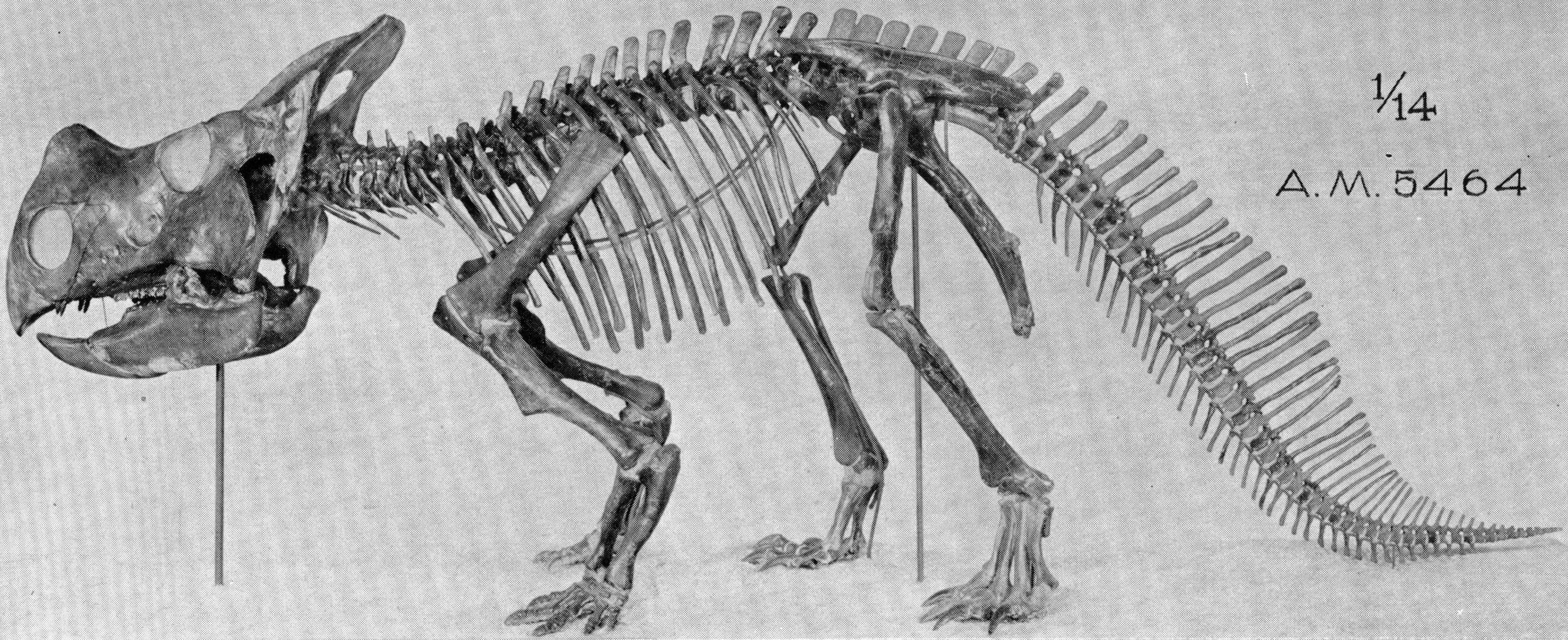
蒙大拿角龍的標本（編號AM 5464）

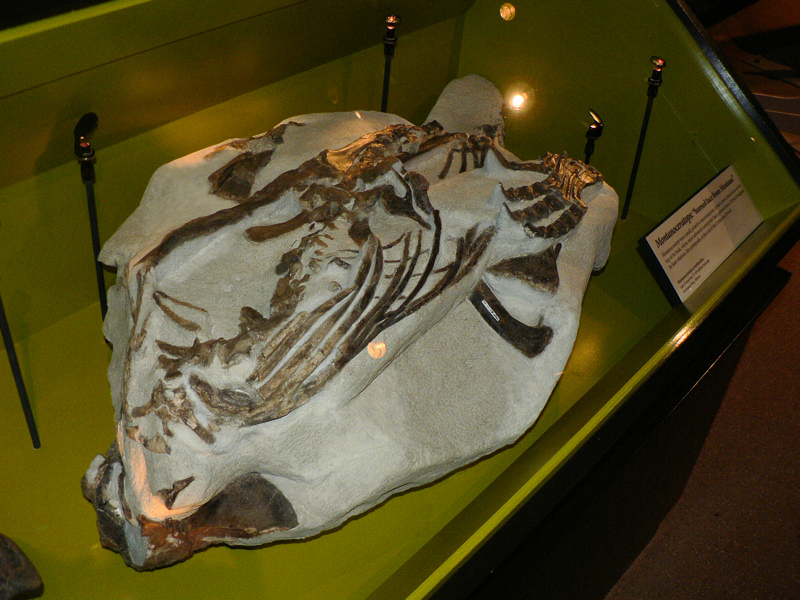
蒙大拿角龍的標本 - 加拿大皇家蒂勒爾博物館

蒙大拿角龍的第一個化石是由巴納姆·布朗發現於蒙大拿州水牛湖附近的聖瑪莉河組，他與助手Erich Maren Schlaikjer在1935年公佈這些化石為纖角龍的一個種（L. cerorhynchos）。然而，查爾斯·斯騰伯格（Charles Mortram Sternberg）後來發現了更多纖角龍化石，顯示出（L. cerorhynchos）是個獨立的屬，因此建立了蒙大拿角龍。
布郎最初所發現的化石很不完整，只包含頭顱骨、一些脊椎骨、骨盆、以及後肢。在1998年，布蘭達·金納利（Brenda Chinnery）與大衛·威顯穆沛（David Weishampel）發現了更多化石材料。

## 分類
蒙大拿角龍屬於角龍亞目，角龍亞目恐龍是群草食性恐龍，擁有類似鸚鵡的喙狀嘴，生存於白堊紀的北美洲與亞洲。所有的角龍類恐龍在白堊紀末期滅絕。

## 古生物學
蒙大拿角龍身長3公尺。蒙大拿角龍具有許多原始角龍類恐龍的特徵，例如：四肢具有利爪，而非蹄狀爪、上頜仍保有牙齒，而非無齒喙嘴。過去學界認為蒙大拿角龍也有原始角龍類沒有的特徵，例如小型鼻角，但實際上是放置錯誤的顴角。蒙大拿角龍同時具有原始、演化的特徵，顯示牠們是種過渡物種。蒙大拿角龍的尾椎具有長棘，使得尾部在生前的橫剖面呈高而窄的形狀。曾有科學家推論，特殊的尾巴形狀，可當作物種間的視覺辨認功能。蒙大拿角龍的身長估計約3公尺。
如同所有角龍類恐龍，蒙大拿角龍是草食性。在白堊紀期間，開花植物的地理範圍有限，所以蒙大拿角龍可能以當時的優勢植物為食，例如：蕨類、蘇鐵、松科。牠們可能使用銳利的喙狀嘴咬下樹葉或針葉。